# المقتدر (أسماء الله الحسنى)
المقتدر من أسماء الله الحسنى في الإسلام، ومعناه: الملك المقتدر على ما يشاء، صاحب القدرة العظيمة التي لا يمتنع عليها شيء، المُتناهي في الاقتدار، المُتحكِّم في جميع الآثار الله.

## في القرآن الكريم
ورد اسم الله المقتدر في القرآن الكريم أربع مرات، هي:
- قال تعالى: ﴿وَاضْرِبْ لَهُمْ مَثَلَ الْحَيَاةِ الدُّنْيَا كَمَاءٍ أَنْزَلْنَاهُ مِنَ السَّمَاءِ فَاخْتَلَطَ بِهِ نَبَاتُ الْأَرْضِ فَأَصْبَحَ هَشِيمًا تَذْرُوهُ الرِّيَاحُ وَكَانَ اللَّهُ عَلَى كُلِّ شَيْءٍ مُقْتَدِرًا ۝٤٥﴾ سورة الكهف:45
- قال تعالى: ﴿أَوْ نُرِيَنَّكَ الَّذِي وَعَدْنَاهُمْ فَإِنَّا عَلَيْهِمْ مُقْتَدِرُونَ ۝٤٢﴾ سورة الزخرف:42
- قال تعالى: ﴿كَذَّبُوا بِآيَاتِنَا كُلِّهَا فَأَخَذْنَاهُمْ أَخْذَ عَزِيزٍ مُقْتَدِرٍ ۝٤٢﴾ سورة القمر:42
- قال تعالى: ﴿فِي مَقْعَدِ صِدْقٍ عِنْدَ مَلِيكٍ مُقْتَدِرٍ ۝٥٥﴾ سورة القمر:55

## الأقوال في معناه
- قال أبو إسحاق الزجاج:[4] «(المقتدر) مبالغة في الوصف بالقدرة، والأصل في العربية أن زيادة اللفظ زيادة المعنى، فلما قلت: اقتدر، أفاد زيادة اللفظ. زيادة المعنى»
- قال الخطابي:[5] «(المقتدر) هو التام القدرة الذي لا يمتنع عليه شيء، ولا يحتجز عنه بمنعة وقوة، ووزنه: مفتعل، من القدرة إلا أن الاقتدار أبلغ وأعم لأنه يقتضي الإطلاق، والقدرة قد يدخلها نوع من التضمين بالمقدور عليه، قال الله سبحانه: ﴿فِي مَقْعَدِ صِدْقٍ عِنْدَ مَلِيكٍ مُقْتَدِرٍ ۝٥٥﴾ سورة القمر:55 أي: قادر على ما يشاء»
- قال الحليمي:[6] «(المقتدر): وهو المظهر قدرته بفعل ما يقدر عليه، وقد كان ذلك من الله تعالى فيما أمضاه، وإن كان يقدر على أشياء كثيرة لم يفعلها، ولو شاء لفعلها، فاستحق بذلك أن يسمى: مقتدرًا»
- قال الطبري:[1] «﴿فِي مَقْعَدِ صِدْقٍ عِنْدَ مَلِيكٍ مُقْتَدِرٍ ۝٥٥﴾ سورة القمر:55: يقول عند ذي ملك مقتدر على ما يشاء، وهو الله ذو القوة المتين تبارك وتعالى»
- قال ابن منده:[7] «ومن أسماء الله عز وجل : القدير والقادر والمقتدر»
- قال ابن عثيمين:[8] «فالقادر اسم، والقدير اسم، والمقتدر اسم، مع أنها كلها مشتقة من صفة واحدة، لأن بعضها يزيد بخصوصية عن الآخر»